# Xã Nora, Quận Clearwater, Minnesota
Xã Nora (tiếng Anh: Nora Township) là một xã thuộc quận Clearwater, tiểu bang Minnesota, Hoa Kỳ. Năm 2010, dân số của xã này là 442 người.